# Atrophothele socotrana
Genre
Espèce
Atrophothele socotrana, unique représentant du genre Atrophothele, est une espèce d'araignées mygalomorphes de la famille des Barychelidae.

## Distribution
Cette espèce est endémique de l'île de Socotra au Yémen.

## Étymologie
Son nom d'espèce lui a été donné en référence au lieu de sa découverte, l'île de Socotra.

## Publication originale
- Pocock, 1903 : Arachnida. The Natural History of Sokotra and Abd-el-Kuri. Liverpool, Special Bulletin of the Liverpool Museums, p. 175-208 (texte intégral).